# Juan Pablo Arango Barrientos
Juan Pablo Arango Barrientos (Medellín, siglo XIX-Medellín, 8 de marzo de 1920) fue un político, banquero e intelectual colombiano, que se desempeñó como Gobernador de Antioquia entre 1898 y 1899. 

## Reseña Biográfica
Nació en Medellín, hijo de José María Arango Ortega y de Bárbara Barrientos Villa. Estudió en el colegio de los jesuitas de Medellín y se desempeñó como profesor. Entre 1853 y 1896 fue diputado a la Asamblea de Antioquia. En el ámbito empresarial fue accionista del Banco de Medellín, institución en la cual fue gerente. 
En octubre de 1898 fue designado interinamente como Gobernador de Antioquia, en reemplazo de Dionisio Arango Mejía. Terminó asumiendo en propiedad, y extendió su mandato hasta septiembre de 1899. Siendo gobernador se fundó la Sociedad de Mejoras Públicas de Medellín, impulsada por Carlos Eugenio Restrepo. 
Colaboró en el periódico El Grito de la Libertad. Fue designado miembro de la comisión que negoció la pacificación de Antioquia después de la Guerra de las Escuelas. Murió en 1920.